# Softonic
Softonic è un sito web di origine spagnola che raccoglie informazioni e consente di scaricare software per diversi sistemi operativi. La società è stata fondata all'inizio del 1997 ed era appartenente a Intercom Online. La sede principale si trova a Barcellona in Spagna.

## Storia
Softonic è nato nel luglio del 1997, come progetto finale di Tomás Diago. Il progetto, Inizialmente chiamato Shareware Intercom è stato rinominato successivamente Softonic venendo sviluppato da Intercom Online, uno dei più grandi fornitori del servizio Internet in Spagna in quel momento. Nell'anno 2000 questo progetto si stabilì come una società indipendente, creando quindi il marchio Softonic. 
Nel 2013 la Partners Group ha acquistato il 30% di Softonic per 82,5 milioni di euro.

## Accusa di diffondere contenuti dannosi e indesiderati
Negli ultimi anni Softonic è stata nel mirino di varie comunità del web con l'accusa di diffondere software, sia gratuiti sia coperti da copyright, contenenti malware, adware e virus. Nonostante ciò, Softonic continua a incrementare la propria offerta di software gratuiti e aveva altresì creato un proprio installer mediante il quale - come accusano diversi media - oltre ai normali programmi scaricabili venivano installati altri programmi opzionali indesiderati quali ad esempio toolbar per i vari browser, veicolo di una strategia di marketing molto aggressiva di prodotti pubblicitari. Molti programmatori mettevano in guardia dall'utilizzo di Softonic e raccomandavano di scaricare sempre i software desiderati dal sito dei rispettivi creatori. Dopo tutte le accuse ricevute, l'installer di Softonic è stato rimosso, impedendo che con l'installazione dei programmi venissero scaricati anche altri software non richiesti.